# Amari Rodgers
Amari Jai Rodgers (Knoxville, 23 settembre 1999) è un giocatore di football americano statunitense che milita nel ruolo di wide receiver per i Birmingham Stallions della United Football League (UFL).

## Carriera universitaria
Rodgers, originario di Knoxville in Tennessee, è figlio di Tee Martin ex quarterback dei Tennessee Volunters e poi allenatore con gli stessi Volunteers e con i Trojans dell'Università della California del Sud. Rodgers cominciò a giocare a football nella locale Knoxville Catholic High School dove si mise in evidenza nel ruolo di wide receiver collezionando complessivamente 3.498 yard ricevute e 47 touchdown. Al college inizialmente Rodgers aveva scelto di andare all'Università della California del Sud, dove al tempo suo padre era allenatore, ma decise poi di andare alla Clemson University con i Clemson Tigers che militano nell'Atlantic Coast Conference (ACC) della Divisione I della Football Bowl Subdivision (FBS) della NCAA.
Rodgers, che giocò con i Tigers come ricevitore e punt returner, nel suo primo anno, la stagione 2017, fece 19 ricezioni per 123 yard, mentre in quella 2018, conclusa con la vittoria del campionato da parte dei Tigers, fece 55 ricezioni per 575 yard e 4 touchdown, nonché ritornò un punt in meta. Prima dell'inizio della stagione 2019 Rodgers si infortunò ad un legamento crociato anteriore che lo costrinse a saltare la prima gara stagionale. Rodgers terminò l'anno con 30 ricezioni per 426 yard e 4 touchdown. Rodgers giocò con i Tigers anche nel 2020, rinunciando alla possibilità di entrare nel Draft NFL 2020, facendo la sua migliore stagione con 77 ricezioni per 1.020 yard e 7 touchdown.
| 2017   | Clemson | FBS Div. I | ACC    | 13 | 0  | 19  | 123   | 6,5  | 16 | 0  | 2  | 15  | 8  | 0 |
| 2018   | Clemson | FBS Div. I | ACC    | 15 | 15 | 55  | 575   | 10,4 | 68 | 4  | 39 | 299 | 62 | 1 |
| 2019   | Clemson | FBS Div. I | ACC    | 14 | 10 | 30  | 426   | 14,2 | 87 | 4  | 18 | 151 | 53 | 0 |
| 2020   | Clemson | FBS Div. I | ACC    | 12 | 12 | 77  | 1.020 | 13,2 | 83 | 7  | 9  | 64  | 21 | 0 |
| Totale | Totale  | Totale     | Totale | 54 | 37 | 181 | 2.144 | 11,8 | 87 | 15 | 68 | 529 | 62 | 1 |

Fonte: Football Database
In grassetto i record personali in carriera

## Carriera professionistica

### Green Bay Packers
Rodgers fu scelto nel corso del terzo giro (85º assoluto) nel Draft NFL 2021 dai Green Bay Packers. Il 23 luglio 2021 Rogders firmò il suo contratto da rookie con i Packers, un impegno quadriennale per complessivi 4,9 milioni di dollari con un bonus alla firma di 923.000 dollari.

#### Stagione 2021
Rodgers debuttò come professionista subentrando nella gara del primo turno contro i New Orleans Saints facendo registrare la sua prima ricezione da 19 yard. Nella sua stagione da rookie Rodgers, utilizzato come ricevitore e come punt e kick returner, giocò 16 partite di cui una da titolare, facendo 4 ricezioni per 45 yard e ritornando 20 punt per 166 yard e 11 kick per 199 yard.

#### Stagione 2022
Nelle prime dieci partite della stagione Rodgers subì complessivamente 5 fumble mentre ritornava un punt: in particolare il quinto fumble lo subì durante i tempi supplementari della gara della settimana 10 contro i Dallas Cowboys, compromettendo l'andamento della gara poi vinta dai Packers 31-28. Questo portò i Packers prima a decidere di escluderlo dal ruolo di punt returner e poi, il 15 novembre 2022, a svincolarlo.

### Houston Texans

#### Stagione 2022
Il 16 novembre 2022 Rodgers firmò per gli Houston Texans.

### Indianapolis Colts
Il 2 agosto 2023 Rodgers firmò con gli Indianapolis Colts.

## Statistiche

### Stagione regolare
| 2021   | GB          | 16 | 1 | 4 | 45 | 11,2 | 19 | 0 | 20 | 166 | 8,3 | 23 | 0 | 11 | 199 | 18,1 | 27 | 0 | 2 | 0 |
| 2022   | GB          | 10 | 0 | 4 | 50 | 12,5 | 22 | 0 | 20 | 139 | 6,9 | 20 | 0 | 6  | 122 | 20,3 | 34 | 0 | 5 | 2 |
| 2022   | HOU         | 0  | 0 | 0 | 0  | 0,0  | 0  | 0 | 0  | 0   | 0,0 | 0  | 0 | 0  | 0   | 0,0  | 0  | 0 | 0 | 0 |
| 2022   | Totale 2022 | 10 | 0 | 4 | 50 | 12,5 | 22 | 0 | 20 | 139 | 6,9 | 20 | 0 | 6  | 122 | 20,3 | 34 | 0 | 5 | 2 |
| Totale | Totale      | 26 | 1 | 8 | 95 | 11,9 | 22 | 0 | 40 | 305 | 7,6 | 23 | 0 | 17 | 321 | 18,9 | 34 | 0 | 7 | 2 |

### Playoff
| 2021   | GB     | 1 | 0 | 0 | 0 | 0,0 | 0 | 0 | 2 | 11 | 5,5 | 6 | 0 | 3 | 66 | 22,0 | 26 | 0 | 0 | 0 |
| Totale | Totale | 1 | 0 | 0 | 0 | 0,0 | 0 | 0 | 2 | 11 | 5,5 | 6 | 0 | 3 | 66 | 22,0 | 26 | 0 | 0 | 0 |

Fonte: Football Database
In grassetto i record personali in carriera — Statistiche aggiornate alla settimana 10 della stagione 2022